# Сенді-Коув
Сенді-Коув (англ. Sandy Cove) — містечко в Канаді, у провінції Ньюфаундленд і Лабрадор.

## Населення
За даними перепису 2016 року, містечко нараховувало 122 особи, показавши скорочення на 7,6%, порівняно з 2011-м роком. Середня густина населення становила 13,5 осіб/км².
З офіційних мов обидвома одночасно володіли 5 жителів, тільки англійською — 115.
Працездатне населення становило 28,6% усього населення, рівень безробіття — 50% (66,7% серед чоловіків та 66,7% серед жінок). 83,3% осіб були найманими працівниками, а 0% — самозайнятими.

## Клімат
Середня річна температура становить 4,2°C, середня максимальна – 19°C, а середня мінімальна – -11,9°C. Середня річна кількість опадів – 1 177 мм.
| Клімат поселення                              | Клімат поселення | Клімат поселення | Клімат поселення | Клімат поселення | Клімат поселення | Клімат поселення | Клімат поселення | Клімат поселення | Клімат поселення | Клімат поселення | Клімат поселення | Клімат поселення | Клімат поселення |
| Показник                                      | Січ.             | Лют.             | Бер.             | Квіт.            | Трав.            | Черв.            | Лип.             | Серп.            | Вер.             | Жовт.            | Лист.            | Груд.            |                  |
| Середній максимум, °C                         | −0,98            | −1,11            | 2,50             | 7,20             | 11,55            | 15,95            | 19,01            | 18,84            | 15,23            | 10,21            | 5,39             | 0,06             |                  |
| Середня температура, °C                       | −6,38            | −6,51            | −2,91            | 1,78             | 6,15             | 10,55            | 15,51            | 15,35            | 11,73            | 6,72             | 1,90             | −3,45            |                  |
| Середній мінімум, °C                          | −11,76           | −11,9            | −8,31            | −3,6             | 0,75             | 5,15             | 12,02            | 11,83            | 8,22             | 3,22             | −1,59            | −6,95            |                  |
| Норма опадів, мм                              | 99               | 96               | 91               | 88               | 87               | 95               | 91               | 88               | 118              | 114              | 101              | 109              |                  |
| Середньомісячна швидкість вітру, м/с          | 5.81             | 5.62             | 5.61             | 5.43             | 5.01             | 4.80             | 4.60             | 4.70             | 5.10             | 5.50             | 5.65             | 5.80             |                  |
| Середньомісячна сонячна радіація, кДж/м²·день | 3838             | 6816             | 10632            | 14141            | 17049            | 19042            | 18887            | 15874            | 11740            | 6911             | 3978             | 2916             |                  |
| --------------------------------------------- | ---------------- | ---------------- | ---------------- | ---------------- | ---------------- | ---------------- | ---------------- | ---------------- | ---------------- | ---------------- | ---------------- | ---------------- | ---------------- |
| Джерело:                                      |                  |                  |                  |                  |                  |                  |                  |                  |                  |                  |                  |                  |                  |